# Diplazium atropurpureum
Diplazium atropurpureum är en majbräkenväxtart som beskrevs av Eduard Rosenstock.
Diplazium atropurpureum ingår i släktet Diplazium och familjen Athyriaceae. Inga underarter finns listade i Catalogue of Life.